# ザクセンハイム
ザクセンハイム (ドイツ語: Sachsenheim,  [ˈzaksn̩ha͜im]) は、ドイツ連邦共和国バーデン＝ヴュルテンベルク州シュトゥットガルト行政管区のルートヴィヒスブルク郡に属す市である。人口約18,600人のこの街は、シュトゥットガルト地域（1992年まではミットレラー・ネッカー地域）およびシュトゥットガルト大都市圏に含まれる。

## 地理

### 位置
ザクセンハイムは、南東から北西に約 17 km の平らな街である。キルバッハ川がメッター川に注ぐ河口にグロースザクセンハイムとクラインザクセンハイムが位置している。メッター川は隣のビーティヒハイム＝ビシンゲンでエンツ川に合流する。街の中心部は郡庁所在地のルートヴィヒスブルクから約 14 km の位置にある。ホーエンハスラハ、オクゼンバッハ/キルバッハホーフ、シュピールベルク、ヘフナーハスラハ地区がシュトロムベルク南西部のキルバッハ川の谷に位置している。グロースザクセンハイムの中心部は高さ約 250 m に位置している。最高地点はホーエンハスラハ地区近郊バイゼルベルクの 477 m、最低地点はビーティヒハイム＝ビシンゲンとの市境のメッター川で 196 m である。

### 市の構成
ザクセンハイムは、グロースザクセンハイム市区、クラインザクセンハイム市区、ホーエンハスラハ市区、オクゼンバッハ市区、シュピールベルク市区、ヘフナーハスラハ市区からなる。これらの市区はかつて同名の独立した自治体であった。このうちホーエンハスラハ、オクゼンバッハ、シュピールベルク、ヘフナーハスラハは、バーデン＝ヴュルテンベルク州の自治体法で定めるオルトシャフト（地区）であり、それぞれに地区代表として地区議会や地区長を有している。グロースザクセンハイム市区には、グロースザクセンハイム都市集落、エガルテンホーフ小集落、ハウス・アイヒヴァルトが含まれる。ヘフナーハスラハ市区には、ヘフナーハスラハ村落と離れた集落ハイムブルクが含まれる。ホーエンハスラハ市区には、ホーエンハスラハ村落、ヘルツォークリッヒェ・デメーネおよびレーヒェンツホーフェン小集落、ハウル・ケルテルレが属す。クラインザクセンハイム市区には、クラインザクセンハイム村落、ハウス・オベーレ・ミューレと離れた集落ボルツィンゲンが属す。オクゼンバッハ市区にはオクゼンバッハ村落、キルバッハホーフ小集落、離れた集落のニルベンホーフ（ウンターブロムベルク）とシッパッハが属す。シュピールベルクにはシュピールベルク村落が含まれる。

### 隣接する市町村
ザクセンハイム市は、北から時計回りに以下の市町村および地区と境を接する。ベニヒハイム、フロイデンタール、レヒガウ、ビーティヒハイム＝ビシンゲン、ウンターリーキシンゲン（マルクグレーニンゲン市）、オーバーリークシンゲン、ゼルスハイム、ファイインゲン・アン・デア・エンツ（以上いずれもルートヴィヒスブルク郡）、シュテルネンフェルス（エンツ郡）、ツァーバーフェルト、プファッフェンホーフェン、ギューグリンゲン、クレーブロン（以上、ハイルブロン郡）。

### 土地利用
| 土地用途別面積     | 面積 (km2) | 占有率 |
| ------------------ | ---------- | ------ |
| 住宅地および空き地 | 2.26       | 3.9 %  |
| 産業用地           | 1.09       | 1.9 %  |
| レジャー用地       | 0.29       | 0.5 %  |
| 交通用地           | 2.90       | 5.0 %  |
| 農業用地           | 25.48      | 44.0 % |
| 森林               | 24.22      | 41.8 % |
| 水域               | 0.39       | 0.7 %  |
| その他の用地       | 1.29       | 2.2 %  |
| 合計               | 57.92      |        |

州統計局の2018年現在のデータによる。

## 歴史

### グロースザクセンハイムの歴史

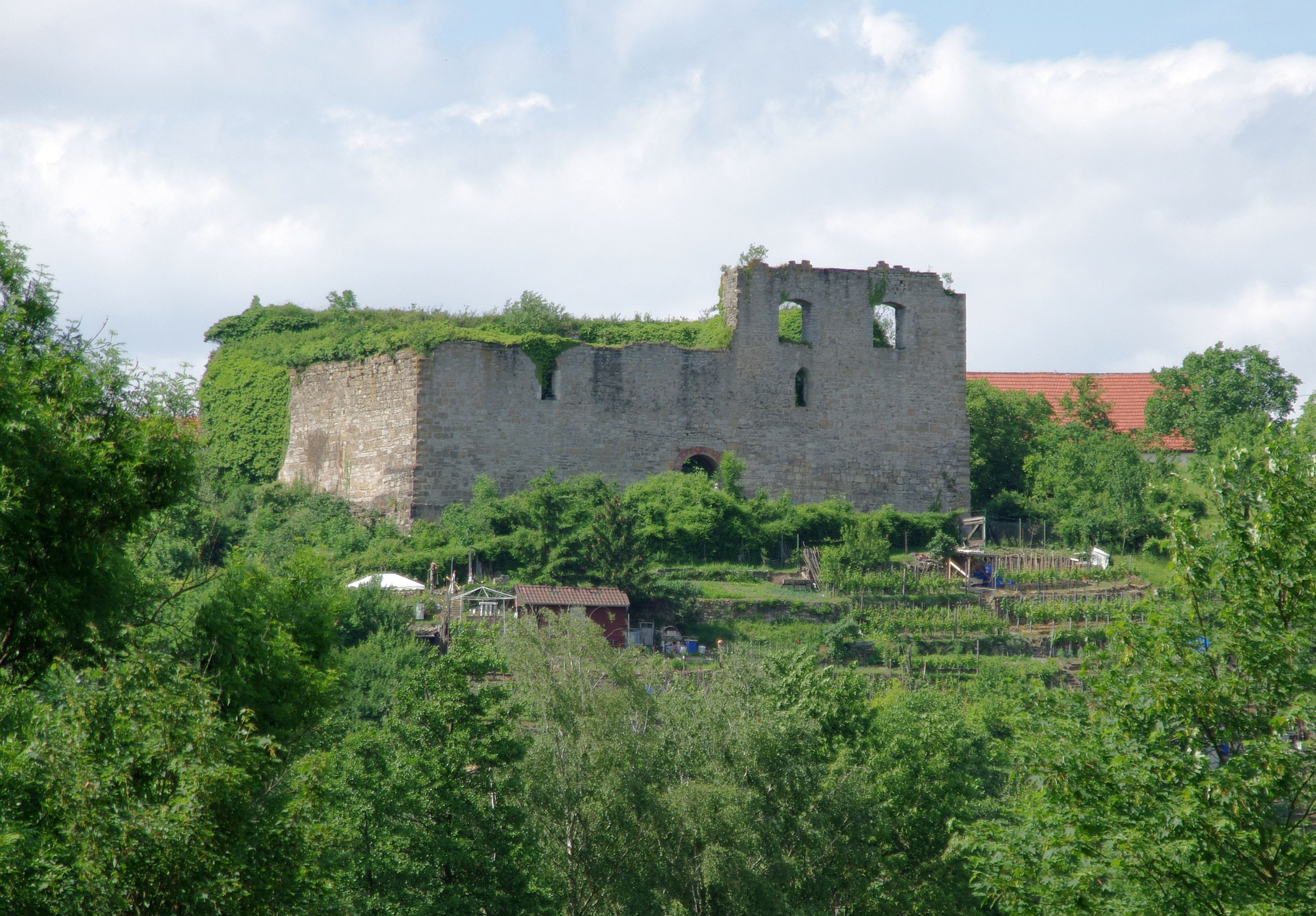
アルトザクセンハイム城趾

ザクセンハイムは、1090年に初めて記録されている。この集落にちなんでザクセンハイム家はこの家名を名乗った。その拠点はおそらく「オイセーレン・ブルク」、現在のアルトザクセンハイム遺跡であった。遅くとも1400年頃に建てられた水城、ザクセンハイム城館の建設後、この家門はグロースザクセンハイム集落を本拠地とし、1495年に都市権を授けた。このゴシック建築の城館は1542年に焼失し、ラインハルト・フォン・ザクセンハイムによってルネサンス様式で再建された。この家系は1560年に継嗣がなく断絶したため、この新しい街は1561年にヴュルテンベルク領となり、クラインザクセンハイム、メッターツィンメルン、ウンテルムベルクとともにウンターアムツベツィルク（下位の行政管区）としてアムト・グリューニンゲンに編入された。この状態は、17世紀にグロースザクセンハイムが独立したアムトの所在都市となるまで続いた。

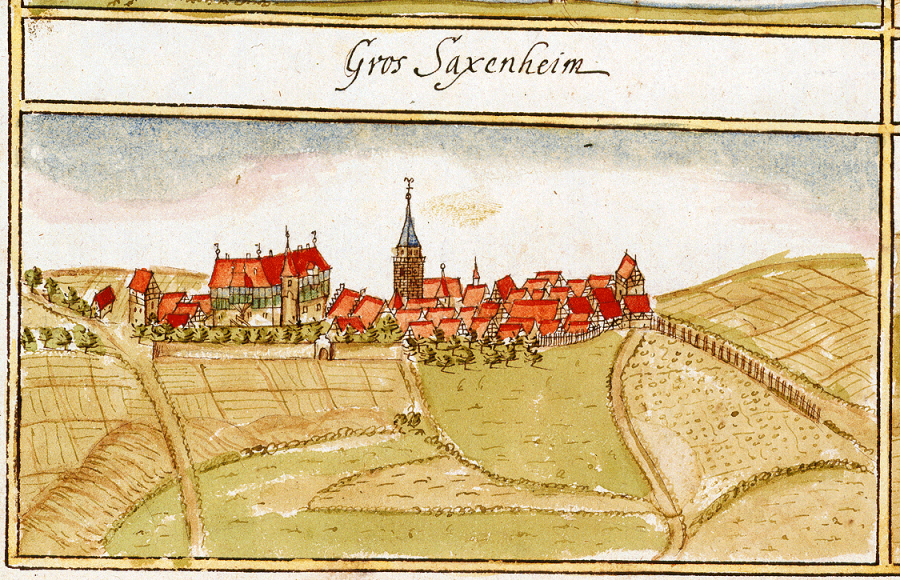
アンドレアス・キーザーによって作成された1684年の森林台帳に描かれたグロースザクセンハイム

この街は、三十年戦争中およびその戦後に住民のおよそ半分を失った。18世紀から19世紀にも凶作や飢饉（特に1816年から1817年の大飢饉）が人口減少に拍車をかけた。ザクセンハイムは純粋な農村の状態となった。ヴュルテンベルク王国の新たな行政機構の開始により、アムト・グロースザクセンハイムは廃止され、大部分がオーバーアムト・ファイインゲンに統合された。
経済発展は、1853年の王立ヴュルテンベルク邦有鉄道（西路線上に固有の駅が設けられた）とそれに続く工業化によるものであった。ナチ時代のヴュルテンベルクの行政改革により、1938年にザクセンハイムは、新設されたファイインゲン郡に属すこととなった。第二次世界大戦中、ヴロースザクセンハムの南西 2 km に、空軍の飛行場が設けられた。
第二次世界大戦後、グロースザクセンハイムはアメリカ管理地区の一部であったため、1945年に新設されたヴュルテンベルク＝バーデン州に属すこととなった。この州から1952年に現在のバーデン＝ヴュルテンベルク州が成立した。
1971年12月1日にクラインザクセンハイムがグロースザクセンハイムに合併した。同じ日に市の名称が「ザクセンハイム」と改名された。1973年1月1日にホーエンハスラハ、オクゼンバッハ、シュピールベルク、ヘフナーハスラハが合併した。バーデン＝ヴュルテンベルク州の郡域再編によりファイインゲン郡が廃止されたため、範囲が拡大されたルートヴィヒスブルク郡に編入された。

#### グロースザクセンハイム飛行場
第二次世界大戦中、この街の南西、現在の州道 L1125線の両側に「グロースザクセンハイム」基地が設けられた。州道南側の旧滑走路は、今でも空からはっきりと識別できる。トート機関の強制労働者や1944年から1945年には強制収容所の収容者も投入して工事が行われた。飛行場の近くには、主にビーティヒハイム通過収容所から重い疾患を患った強制労働者を集めるための中央収容所として「クランケンラーガー」が設けられ、22人の子供と33人の青年を含む668人の東欧出身の強制労働者がここで殺害された。
ドイツ軍の撤退後、戦争末期の数週間ここには、スピットファイアー Mk.VIII を備えたフランス軍戦闘機部隊 1/3 (GC 1/3) が駐留した。
その後の冷戦時代には、アメリカ軍のニケ・ヘルクレスが配備されていた。

### その他の市区の歴史

#### クラインザクセンハイム

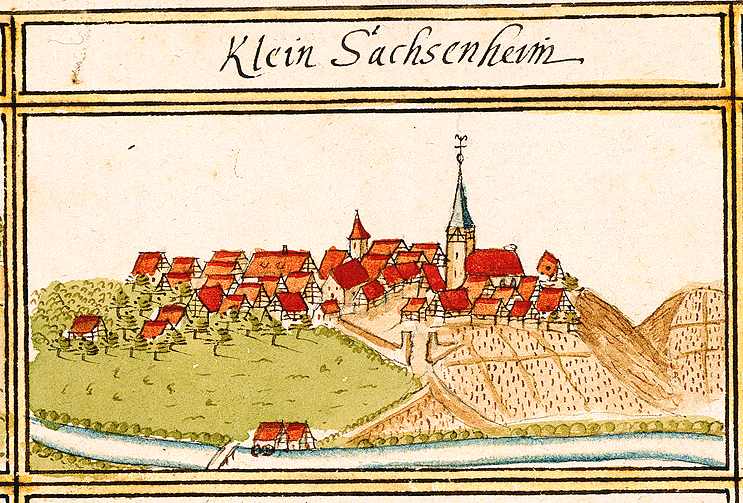
アンドレアス・キーザーによって作成された1684年の森林台帳に描かれたクラインザクセンハイム

クラインザクセンハイムは1140年に初めて文献に記録されている。この集落は初めからグロースザクセンハイムと緊密な関係にあった。クラインザクセンハイムは、ザクセンハイム家の傍流によって建設されたと推測されている。クラインザクセンハム系の家門がクラインザクセンハイムに城砦（後の城館）を建設した。この建物は現存していない。クラインザクセンハイムも1561年にヴュルテンベルク領となった。クラインザクセンハイムは、17世紀から18世紀の経済危機の時代を隣のグロースザクセンハイムよりは上手に切り抜け、これを凌駕していた。それは、クラインザクセンハイムのケルター（ブドウ搾り所）が完全に石壁で造られているのに対して、グロースザクセンハイムのそれが一部だけ石造りであることからも明らかである。
クラインザクセンハイムは古くは多くの塔と環状壁に囲まれていた。これは村落としては特殊な例である。両ザクセンハイムは、1971年に合併した。

#### ホーエンハスラハ

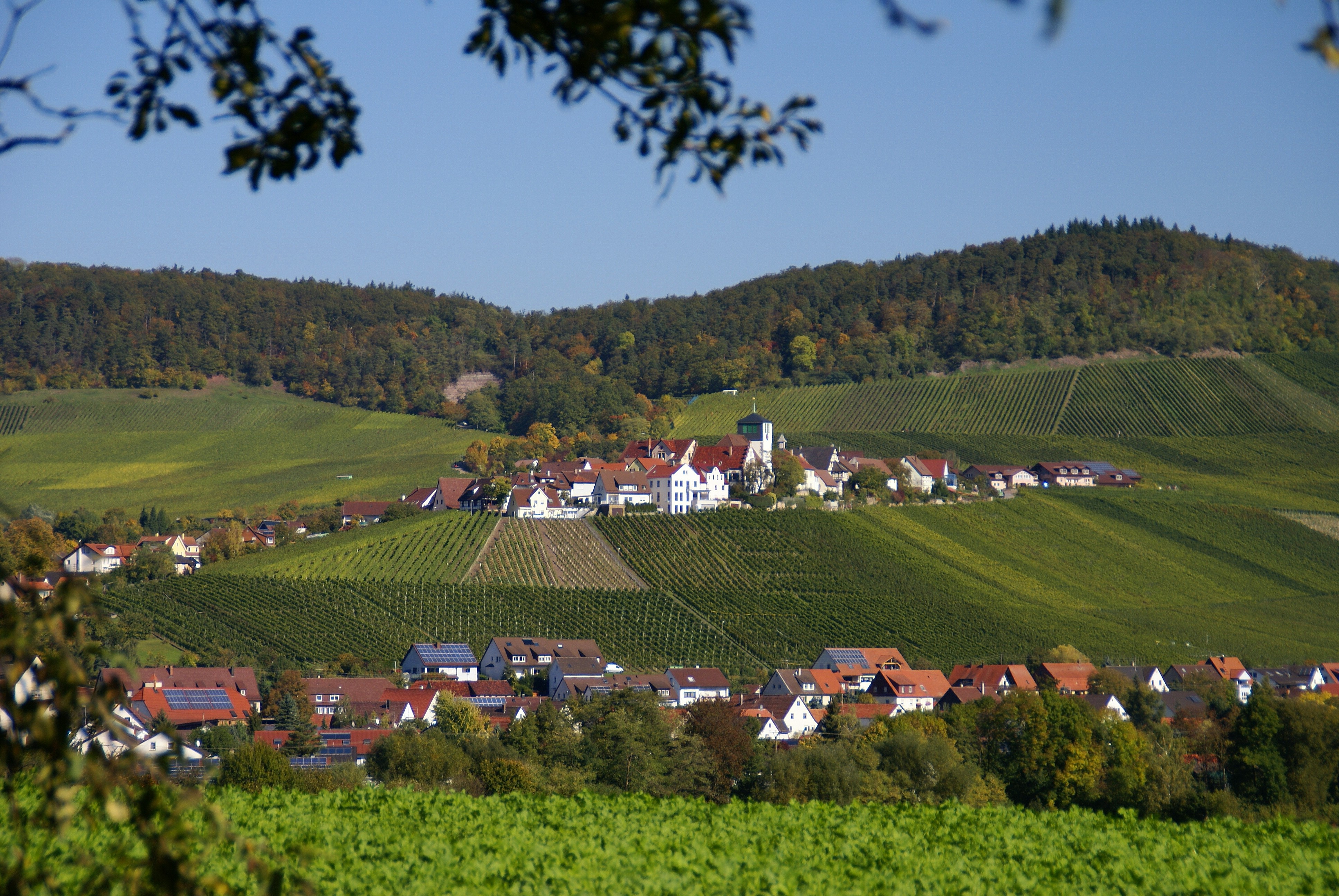
ホーエンハスラハ集落

800年に Haselahe の土地がロルシュ修道院に寄進された。Haselahe または Haslach は、現在キルバッハと呼ばれている川とその谷全体の当時の呼び名である。この地域内で、最も古い入植地はおそらくニーダーハスラハであるが、古い文献では専ら「ハスラハ」とだけ記されている。ニーダーハスラハ、オーバーハスラハ、ヘフナーハスラハの区別は、時代とともになされるようになった。1283年に初めて Haselach superiori et inferiori（ホーエンハスラハとニーダーハスラハ）と区別された記述が見られる。ホーエンハスラハは、長い間、現在のザクセンハイムの中で最大・最重要な集落であった。防衛施設の拡充に関して、14世紀には都市と記述されている。1585年のガトナーシェ森林台帳ではホーエンハスラハが最大の集落である。
14世紀半ばまで、ホーエンハスラハ、ミッテルハスラハ、レヒェンツホーフェンとギュンデルバッハとを含むニーダーハスラハ、ホルハイム、エンジンゲンの大部分は、ベルライン・フォン・エーゼルベルクの領主権下にあった。その妻アグネス・フォン・ビルファースハイムは1241年にレーヒェンツホーフェン修道院を創設した。この家系は1253年頃に後継者がなく断絶したため、その所領は娘のアグネスと結婚したファイインゲン伯コンラート2世を介してファイインゲン伯領となった。その最後の男系後継者ハインリヒが1364年に亡くなり、廃絶された伯領のエーゼルスベルク城を含む残りは、姉妹のメヒチルト・フォン・ファイインゲンとの契約に基づきヴュルテンベルク家のものとなった。

#### ヘフナーハスラハ
ヘフナーハスラハは、おそらく、1138年にシュパイアー司教領からオーデンハイム修道院に譲渡されたという記録が遺るハスラハの谷の農場を起源とする。この集落は1403年に初めてヘフナーハスラハと表記されている。この集落名は、職業の陶工 (ドイツ語: Häfner) または15世紀にこの地に存在したことが証明されているヘフナー家 (Heffner) のどちらかに由来する。1443年にヴュルテンベルク伯ルートヴィヒがシトー会フラウエンツィンメルン女子修道院からこの村を買い取った。

#### オクゼンバッハ

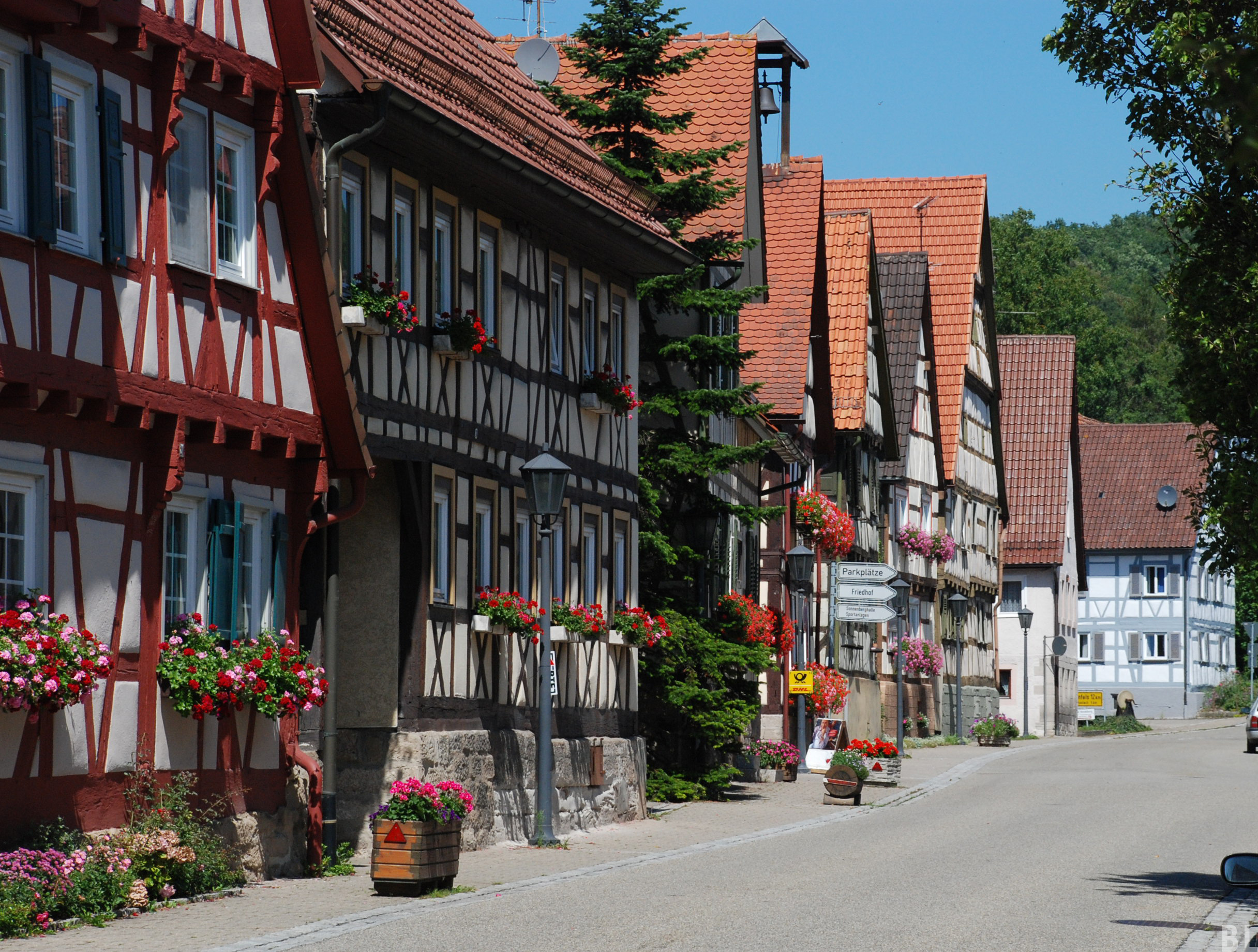
オクゼンバッハの街並み

オクゼンバッハは、1268年から文献でその存在が証明されている。1664年にエーバーハルト3世公が狩りの城を建設した。この城は遺跡だけが現存している。数多くの保存状態の良い木組み建築（最も古い建物は1559年の建造である）が、このワイン村の豊かさを示している。オクゼンバッハは、化石の発掘でも有名である。オットー・リンクは1936年に、それまでにヨーロッパで発見された中で最も古いプラテオサウルスの骨を発見した。

#### シュピールベルク
シュピールベルクは3つの森の集落中最小で、1161年に初めて文献に記録されている。中世には、領主の館やブロムベルク小集落を従えた中世のブロムベルク城があった。今も遺るブロムベルクの水車や州有のブロムベルガー・ヘーフェがこの城を想い起こさせる。

## 住民

### 宗教
ザクセンハイムやその周辺の村の教会区は、16世紀の宗教改革以前にはシュパイアー司教区三位一体助祭長区のファイインゲン地方参事会に属していた。宗教改革以後は、現在のザクセンハイムの市区では福音主義が主流である。福音主義地方教会の4つの牧師区に、合わせて5つの教会がある。この他にクラインザクセンハイムとホーエンハスラハには、それぞれ福音主義メソジスト教会があり、グロースザクセンハイムには Volksmission entschiedener Christen および Süddeutsche Gemeinschaft地方教会がある。さらに20世紀初めから3つの新使徒教会がグロースザクセンハイム、クラインザクセンハイム、ホーエンザクセンハイムにある。
宗教改革後、少数のカトリック信者は、初めはミヒェルスベルクの教会に属していた。その後、近隣信者のためにビーティヒハイムに都市教区が設けられた。第二次世界大戦の結果故郷を逐われた多くのカトリック信者がザクセンハイムに定住し、ローマ＝カトリックの教区を建設した。現在カトリック教会は、グロースザクセンハイムのフランツィスクス教会を有しており、オクゼンバッハの聖十字架教会を支部教会としている。
1997年から、トルコ＝イスラム文化・スポーツ協会 DITIBは、ザクセンハイムの Mimar Sinan モスクを有している。この協会の会館内にはオスマン＝トルコ様式のモスクもある。

## 行政

### 議会
ザクセンハイムの市議会議員数は、選挙の結果によって生じる超過議席により変化する。2019年の選挙後の議員数は26人である（2014年の選挙後は23人）。市議会は、選出された名誉職の議員と議長を務める市長で構成される。市長は市議会において投票権を有している。

### 首長
2019年5月からホルガー・アルブリヒがザクセンハイムの市長を務めている。彼は、2019年2月3日の選挙の第1回投票で 54.6 % の票を得て当選した。この選挙の投票率は 50.87 % であった。

### 紋章と旗
本市は、改名や合併の後もグロースザクセンハイムの紋章と旗を使用している。紋章の図柄は、銀地で、横向きの黒いシカの角の下に赤い水牛の角が描かれている。水牛の角はザクセンハイム家の紋章に（1284年に初めて記録されている）、シカの角はヴュルテンベルク家の紋章に由来する。また1966年9月6日に、赤 - 白の配色の旗がグロースザクセンハイムに認可された。

### 姉妹都市
- ヴァルレアス（フランス、ヴォクリューズ県）1994年[19]

## 文化と見所
キルバッハタール内の地区はヴュルテンベルク・ワイン街道に面している。オクゼンバッハにはワイン文化史学習路、石壁を持つ修復された歴史的なブドウ畑、珍しい植物や昆虫、オクゼンバッヒャー・ガイガースベルクがある。

### 博物館
本市には市立博物館があり、市や市区の歴史を概観できる。また、クラインザクセンハイムには消防博物館がある。

### 建築

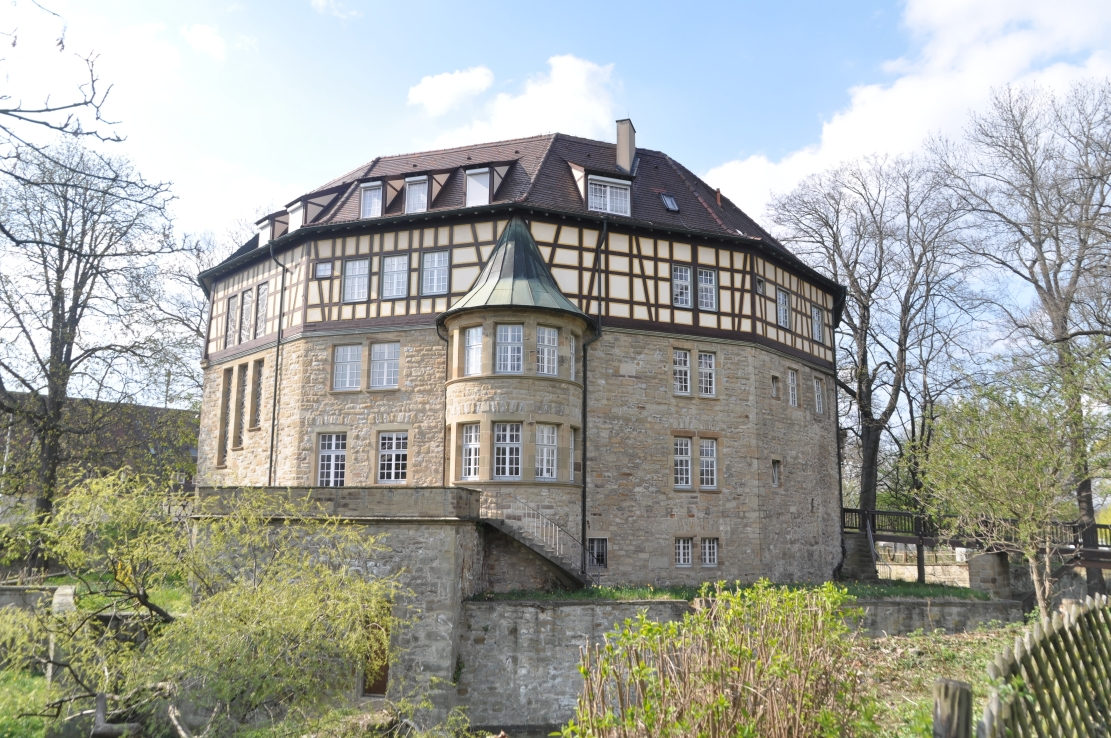
グロースザクセンハイム城

- 最も重要な見所は、グロースザクセンハイムの水城である。14世紀に建設され、1542年に焼失し、1544年に再建された。伝説によれば、最初の城館の火災には城館の霊「クロプフェルレ」が関わっている。クロプフェルレは、城の門の石像に封じ込められた。この城は1952年にグロールザクセンハイム市が入手し、1962年から市庁舎となっている。
- グロースザクセンハイムの福音主義の市教会「聖ファビアンおよびゼバスティアーン」教会は、かつての防衛教会であり、1265年に最初の記録がなされた。
- 防衛塔を含む古い市壁跡（ザクセンハイムは、不完全ながら市壁に囲まれていた）
- ウンテルムベルク近郊、エンツ川対岸にあるアルトザクセンハイムの遺跡
- クラインザクセインハイムの福音主義市教会は、かつて防衛教会（教会の塔に狭間が遺っている）であった。1460年と1619年に改築され、1948年から1950年に復興された。
- 木組み建築のクラインザクセンハイム役場は、1614年に最初の記録がなされている。
- ホーエンハスラハの教区教会「聖ゲオルク」教会は1230年頃の建築で、価値の高いゴシック初期のフレスコを有している。このフレスコは、1957年の内部修復工事で発見された。
- オクゼンバッハの村の道。16世紀から18世紀の木組み建築が並ぶ。
- オクゼンバッハの福音主義教区教会「我らが聖母」教会は1290年頃に改築された。1430年に制作されたゴシック様式のフレスコを有している。
- ヘフナーハスラハの福音主義教会「聖レミギウス」教会。交差リブヴォールトのゴシック様式の内陣と1400年頃のフレスコを有する。
- レーヒェンツホーフェンには、レーヒェンツホーフェン修道院の遺構が保存されている。
- オクゼンバッハの北に、通信・展望塔ブラッケンハイム 1 がある。

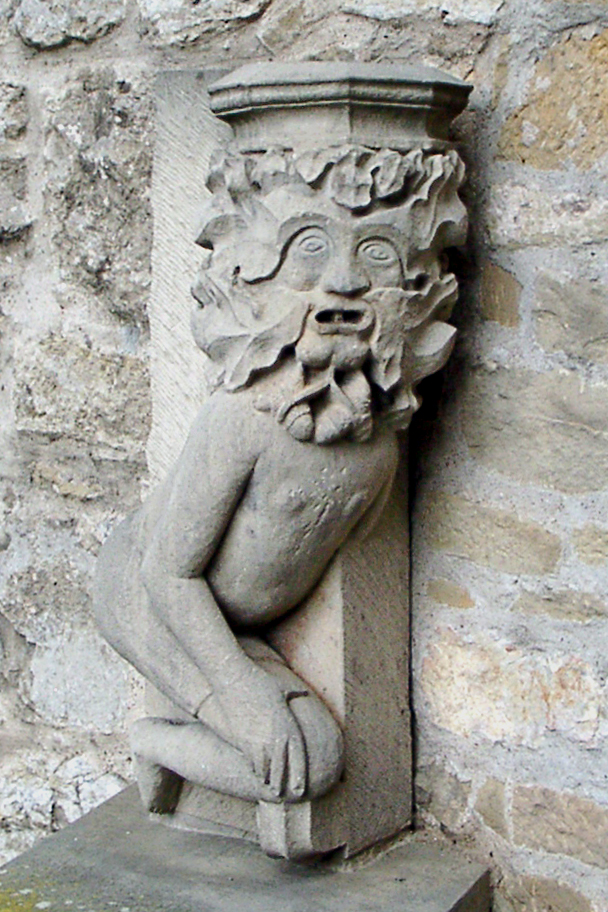
グロースザクセンハイム城の「クロプフェルレ」または「エンテンヴィック」（ザクセンハイム発祥のコボルト）像
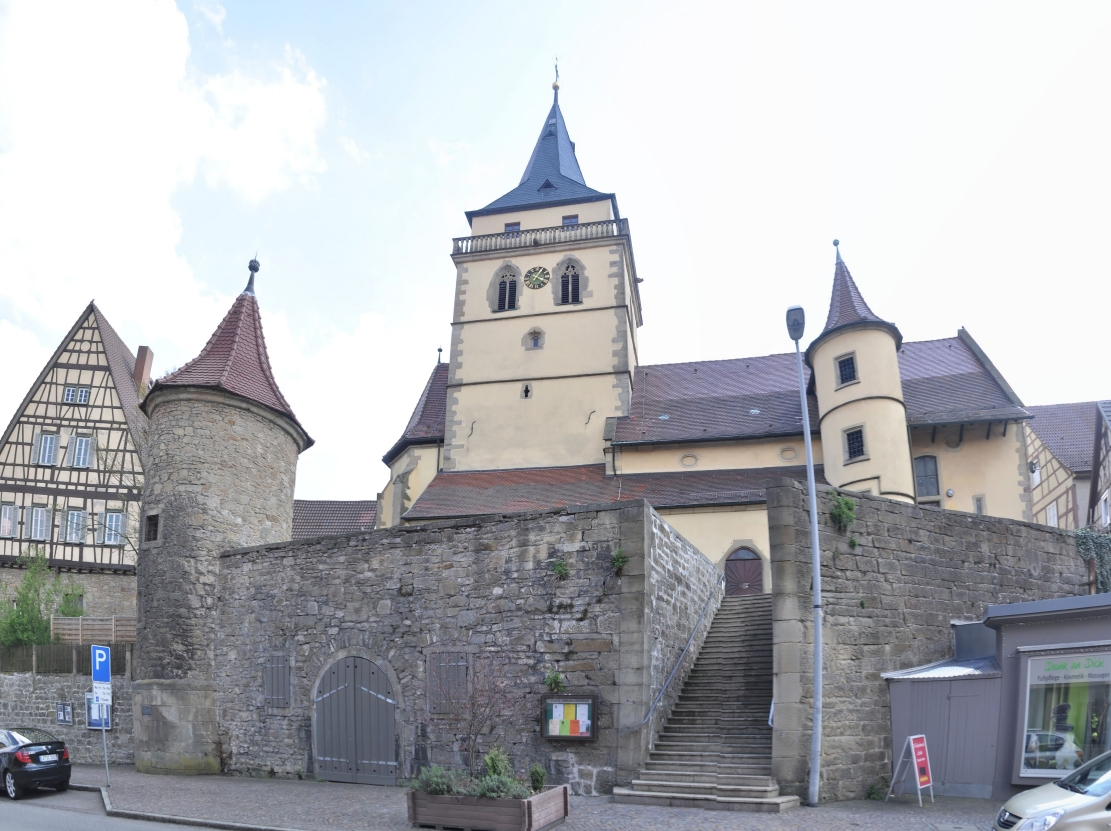
聖ファビアンおよびゼバスティアーン教会
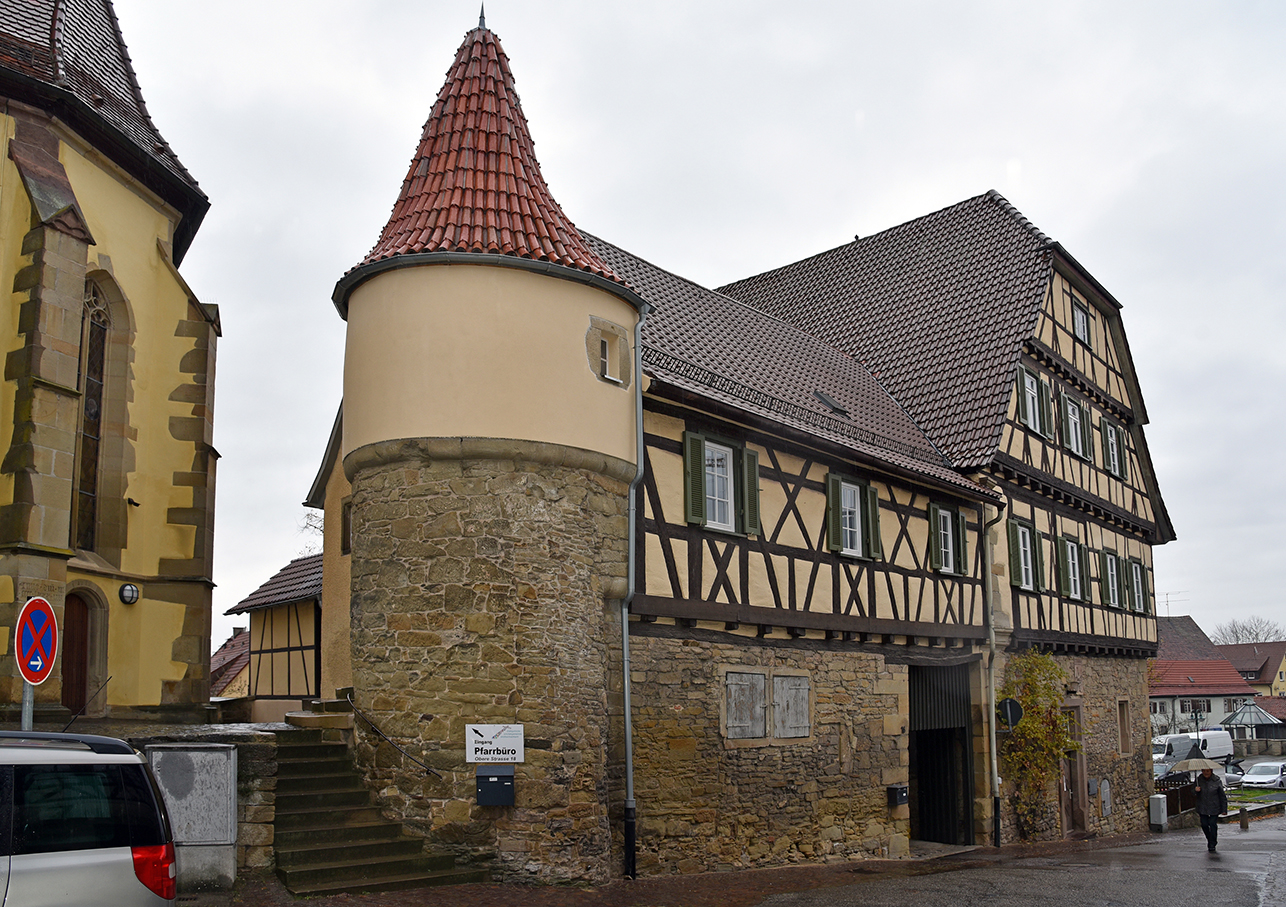
グロースザクセンハイムの旧フォークト（代官所）
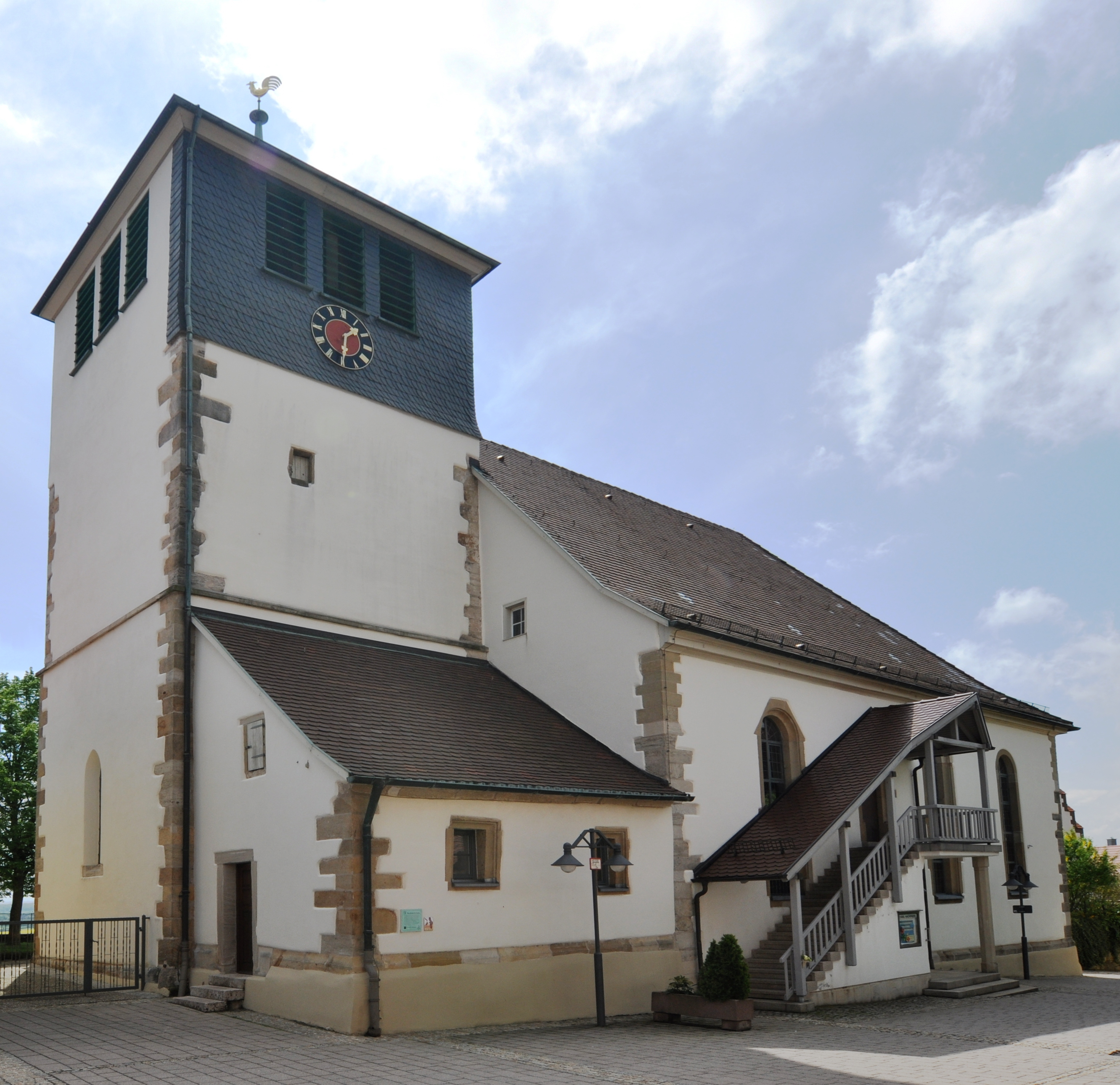
ホーエンハスラハの聖ゲオルク教会
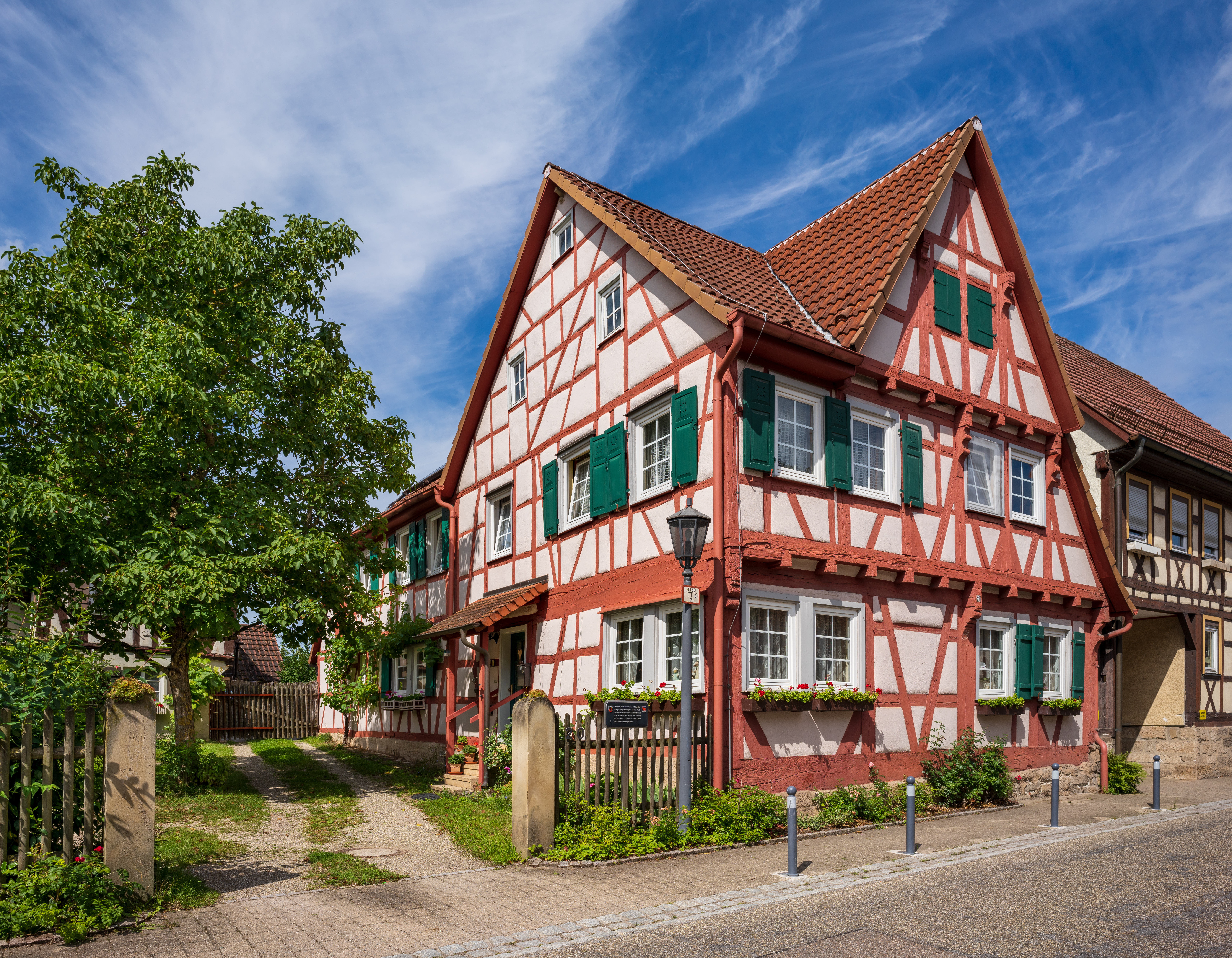
オクゼンバッハの1559年に建造された木組みの家
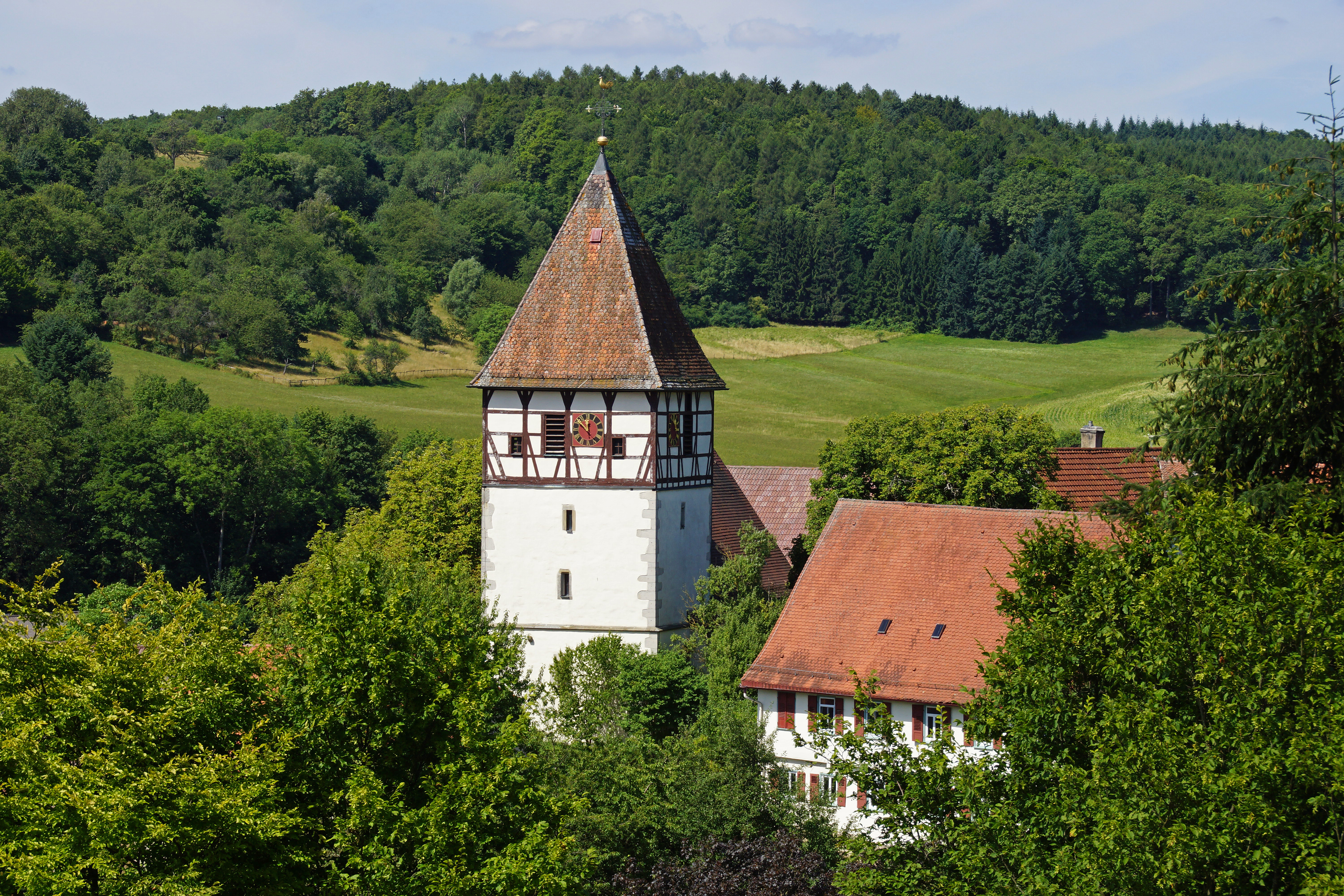
ヘフナーハスラハの教会塔
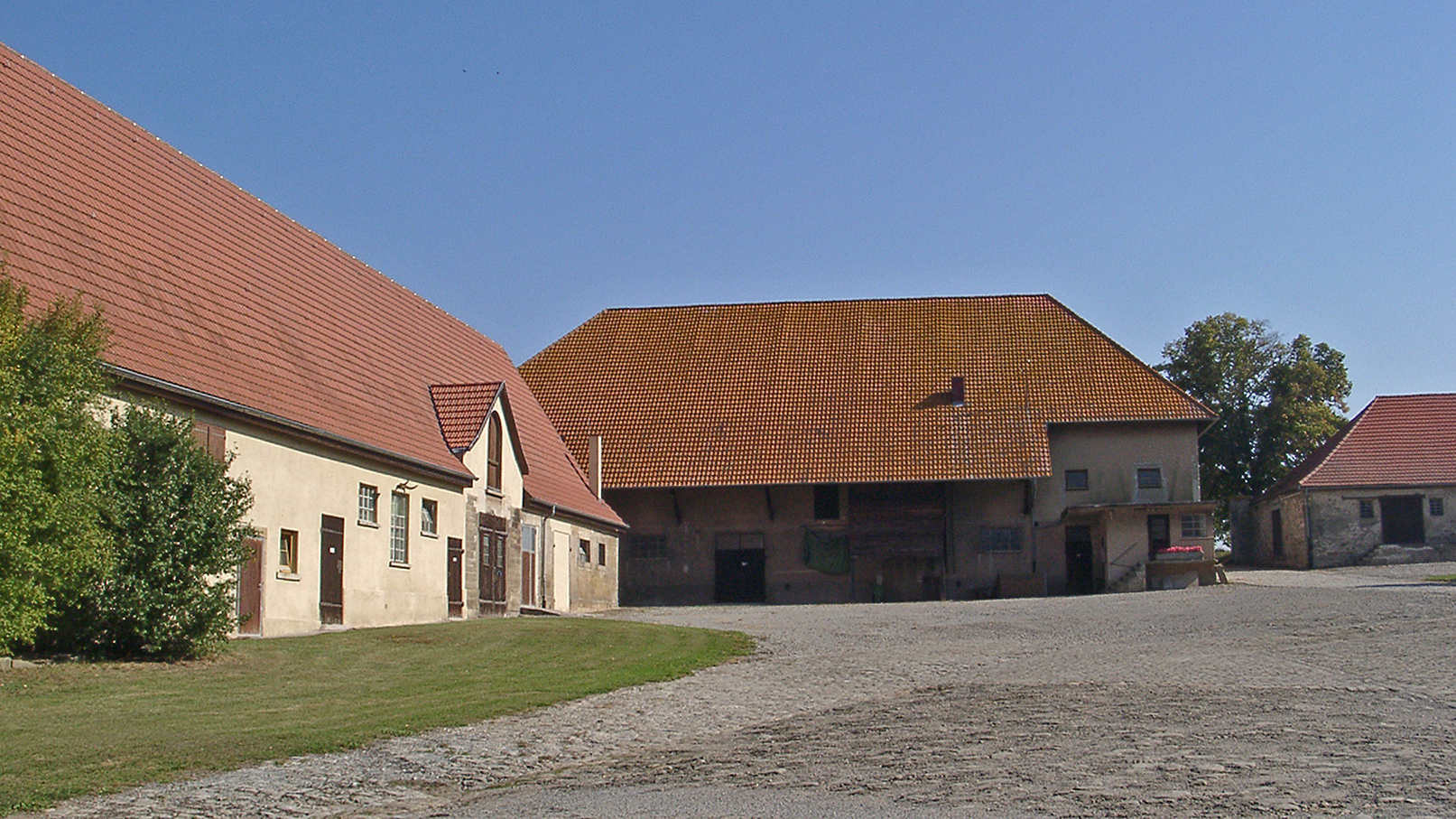
レーヒェンホーフェン修道院跡
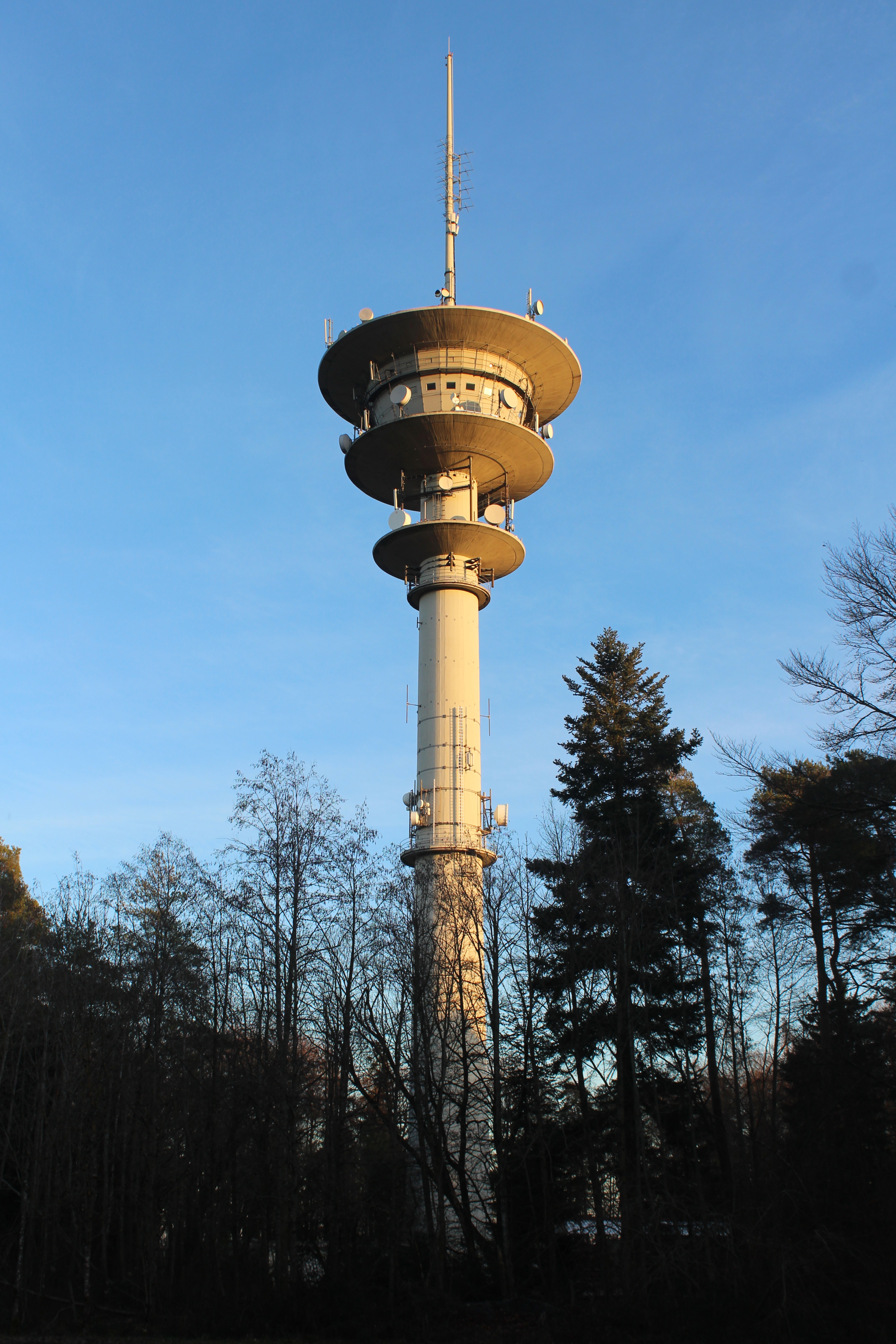
ブラッケンハイム1

### 芸術・文化クラブ
- 合唱
  - アイントラハト・クラインザクセンハイム e.V.[22]: 男声合唱団アイントラハト・クラインザクセンハイムは、2013年から男声合唱団 LS の名前で活動している。この合唱団は、レヒガウとクラインザクセンハイムの32人の団員からなっている。
  - コルピングコール・ザクセンハイム
  - リーダークランツ MGV オクゼンバッハ
  - リーダークランツ 1847 グロースザクセンハイム e.V.
  - リーダークランツ・ホーエンハスラハ 1831 e.V.[23]: リーダークランツ・ホーエンハスラハは、団員数約40人の混成合唱ボーカルアンサンブル・シュロムベルクからなり、毎年1-2回コンサートや発表会を行っている。2016年3月からは女性合唱曲をレパートリーに加えている。
  - リーダークランツ・ヘフナーハスラハ e.V.
- ブラスオーケストラ
  - ムジークフェライン・シュタットカペレ・ザクセンハイム e.V.[24]: 1923年に創設されたムジークフェライン・シュタットカペレ・ザクセンハイム e.V. (MVS) は、本市の文化系クラブでは最も古く、最も古いものである。MVSには4つのブラスオーケストラがあり、1960年から「シュタットカペレ」（直訳: 市の楽団）のタイトルを冠している MVS は、あらゆる年齢や演奏レベルの一に対して演奏機会を提供している。
  - ムジークフェライン・ホーエンハスラハ 1920 e.V. ホーエンハスラヒャー・ムジカンテン[25]
  - ムジークフェライン・オクゼンバッハ e.V.[26]: 1950年代に結成されたムジークフェライン・オクゼンバッハは、300人以上の団員を擁するオクゼンバッハ最大のクラブの1つである。この音楽クラブは、オクゼンバッハおよびその周辺の文化生活を豊かにし、コンサートやイベント出演で人々を楽しませている。

### 年中行事
- 謝肉祭の土曜日のウルツェル・パレード
- 5年ごとに開催される郷土祭

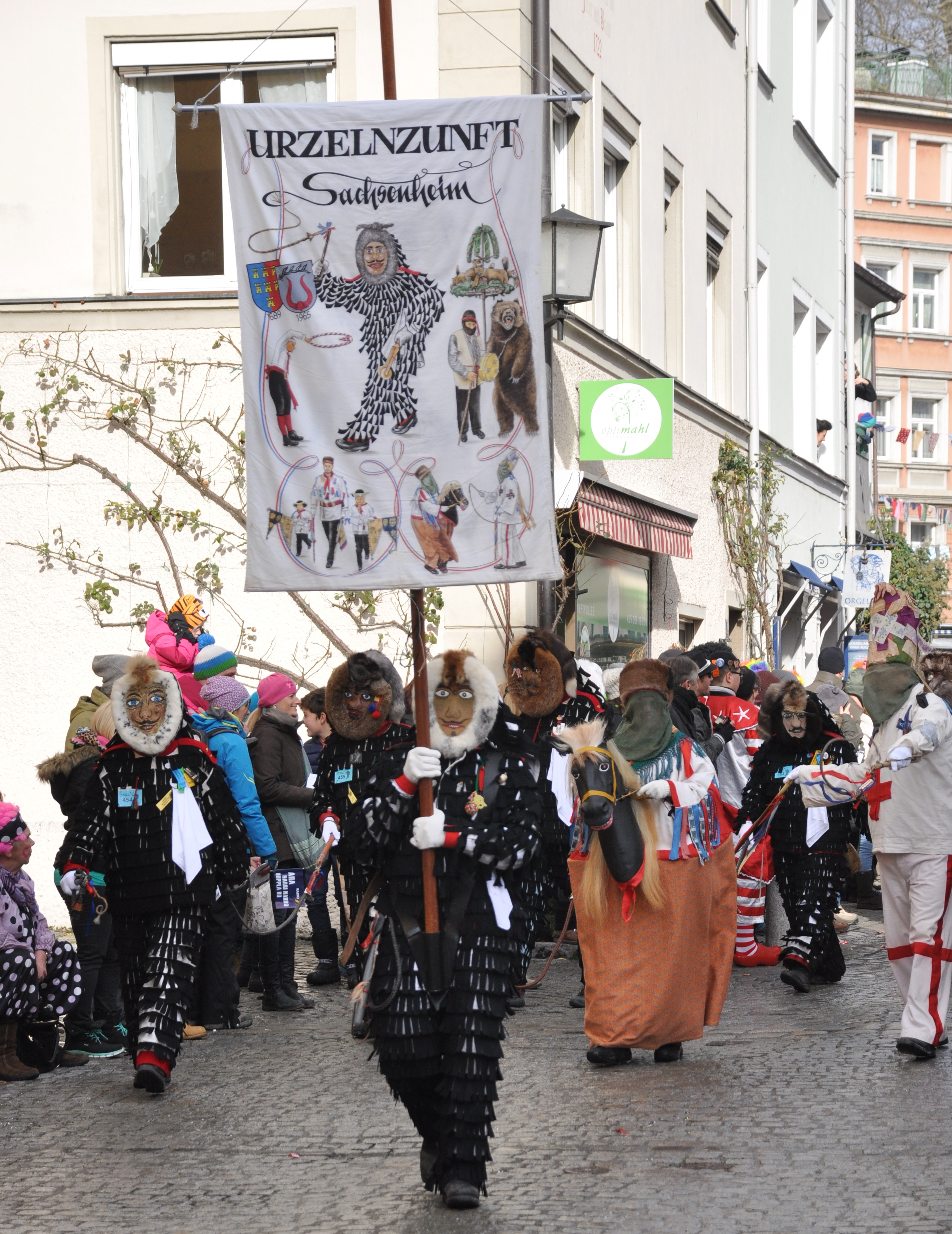
謝肉祭のウルツェル・パレード

- ホーエンハスラハのクレーマーマルクト（直訳: 小売り市）: 毎年5月1日
- ゾマー・アム・シュロス（直訳: 城館の夏）: 毎年7月第3週末
- ザクセンハイムのサマー・スペシャル: 毎年9月第3週末
- ホーエンハスラハのパノラマヴェークのヴェンゲルター・アドヴェント: 第1アドヴェントの週末
- 城館外庭のクリスマスマーケット: 第2アドヴェント

## 経済と社会資本

### ワイン造り
キルバッハタール内の市区とクラインザクセンハイムは、長いワイン造りの歴史を有している。市内の約250ヘクタールの土地がブドウ畑である。ザクセンハイムは、ヴュルテンベルク・ワイン地区のヴュルテンベルク・ウンターラント地域シュトロムベルク大地区に属している。

### 交通

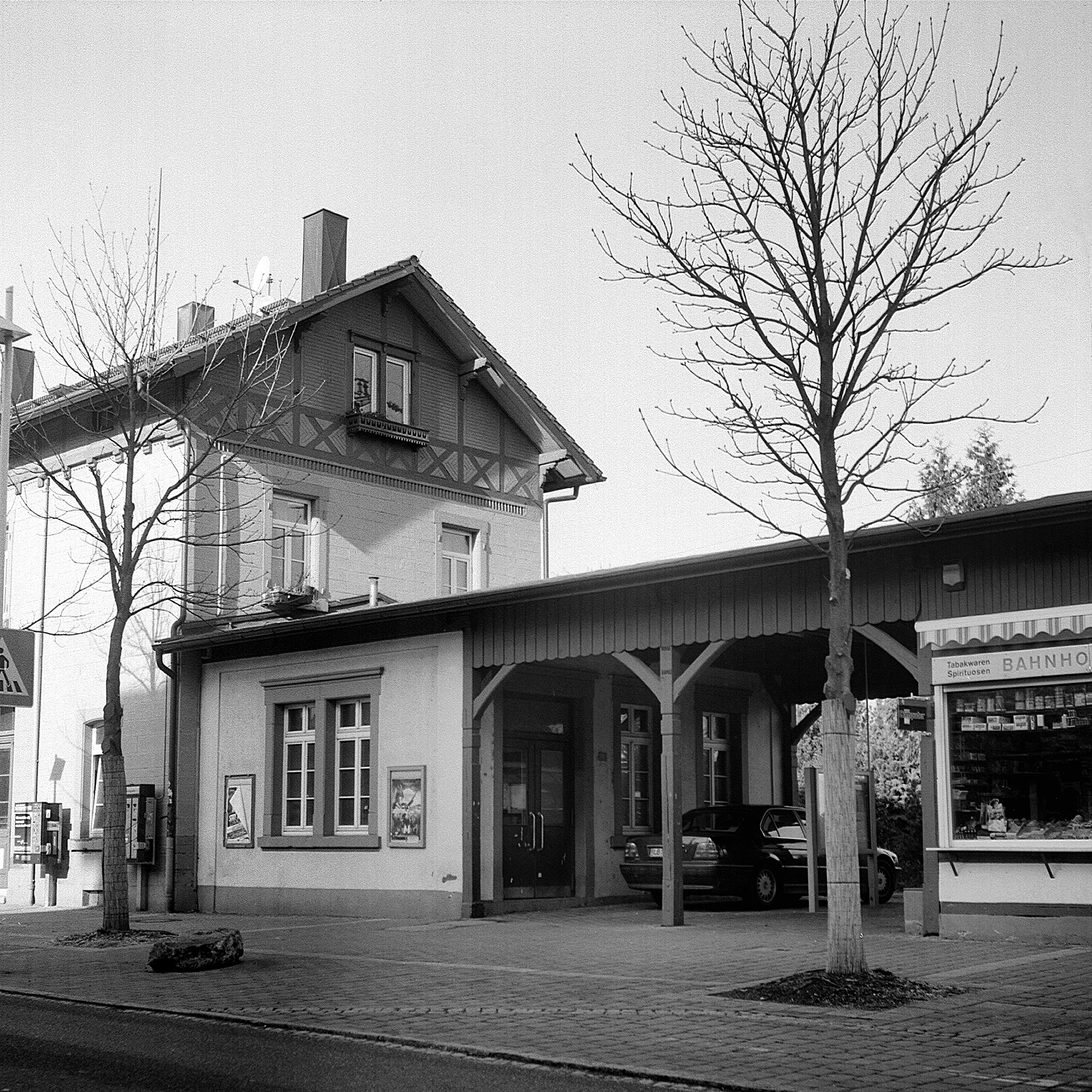
ザクセンハイム駅

ザクセンハイムは、州都シュトゥットガルトから約 30 km の市にある。
- 自動車: アウトバーン A81号線のルートヴィヒスブルク北インターチェンジから、連邦道 B27号線および州道 L1125号線を経由してグロースザクセンハイムに至る。
- 鉄道: ザクセンハイムは、グロースザクセンハイム地区にあるヴュルテンベルク西部線（ビーティヒハイム＝ビシンゲン - ブルッフザール）のザクセンハイム駅によって結ばれている。この駅には、レギオナルエクスプレス「シュトゥットガルト - ビーティヒハイム＝ビシンゲン - ミュールアッカー（ドイツ語版、英語版） - ハイデルベルク」、レギオナルエクスプレス「シュトゥットガルト - ビーティヒハイム＝ビシンゲン - ミュールアッカー - プフォルツハイム - カールスルーエ」、カールスルーエ・シュタットバーンのS5/S6号線（ビーティヒハイム＝ビシンゲン - ミュールアッカー - プフォルツハイム - カールスルーエ - ヴェルト（ドイツ語版、英語版）およびビーティヒハイム＝ビシンゲン - ミュールアッカー - プフォルツハイム - ヴィルトバート）が発着する。ザクセンハイムは、シュトゥットガルト交通・運賃連盟 (VVS) のサービス適用地域に含まれる。シュトゥットガルトSバーンの最寄駅は、ビーティヒハイム＝ビシンゲンにある。

### 公共施設
郡立クレーブラット養護ホームの老人・養護ホームがある。

### 教育
いずれもグロースザクセンハイムのリヒテンシュテルンギムナジウム、アイヒヴァルト実科学校ザクセンハイム、ブルクフェルトシューレ（ヴェルクレアルシューレ課程を有する基礎課程・本課程学校）、クライヒェルトシューレ（養護学校）、ホーエンハスラハのキルバッハシューレ（ヴェルクレアルシューレ課程を有する基礎課程・本課程学校）およびクラインザクセンハイム基礎課程学校により本市は内容豊かな教育を提供している。この他に、福音主義教会が運営する幼稚園が5園、市立幼稚園が3園ある。

### 企業
- ポルシェ（スポーツカー製造）流通センター

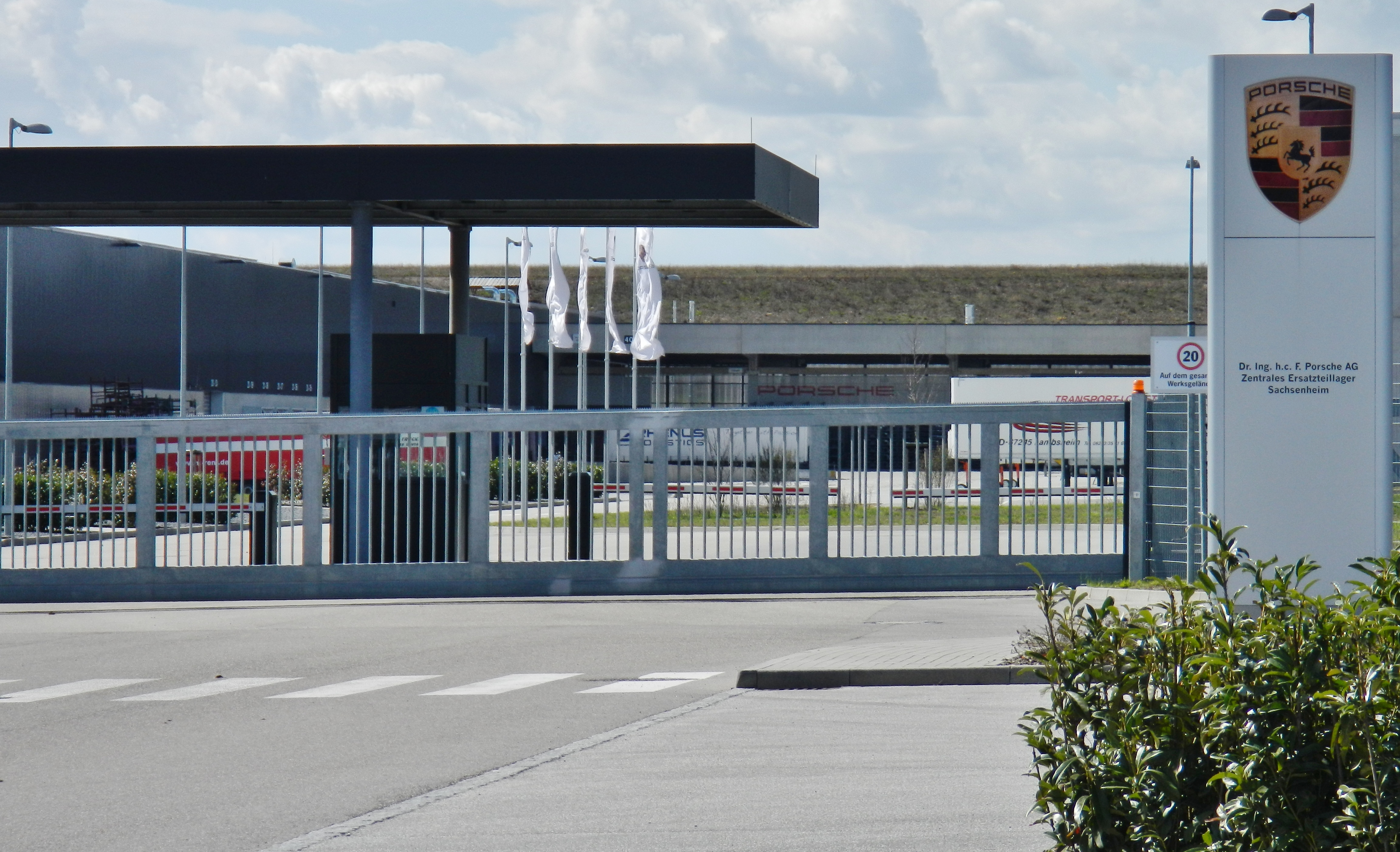
ポルシェ部品倉庫

- ヴィンケルス・ゲトレンケ・ロジスティーク、流通センター
- キーンレ + シュピース、生産工場
- ルートヴィヒスブルク郡立貯蓄銀行は、グロースザクセンハイム、クラインザクセンハイム、ヘフナーハスラハ、ホーエンハスラハに支店を有している。これらの支店はいずれもビーティヒハイム地域管区に属している。

## その他
ザクセンハイム市は、テロリストのクリスティアン・クラール、クヌート・フォルカーツ、ギュンター・ゾネンベルクが、駅の向かいにある住宅・オフィスビルに何週間もの間潜伏していたことで連邦中に知られている。警察は、ジークフリート・ブーバック襲撃事件の逃走車（シルバーのアルファロメオ・ジュリア）をここで発見し、大規模な捜査を行った。

## 関連図書
- Die Mörin 四半期ごとに刊行される郷土史協会の機関紙
- Karl Eduard Paulus (1856). Königlichen statistisch-topographischen Bureau. ed. Beschreibung des Oberamts Vaihingen. Stuttgart: Hallberger. pp. 145-
- Stadt Sachsenheim, ed (1975). Sachsenheim, Tor zum Stromberg. Sachsenheim

### 訳注
1. ↑  "ヴェルクレアルシューレ (ドイツ語: Werkrealschule) は、ドイツ内でもバーデン＝ヴュルテンベルク州特有の学校形態で、本課程学校の第9または第10学年修了の生徒から選抜で第10学年以降の中等教育クラスに進学できる制度およびその課程